# Џејн Ејр
Џејн Ејр (eng. Jane Eyre) је најпознатији роман енглеске списатељице Шарлоте Бронте.
Први пут је објављен у Лондону 16. октобра 1847. године од стране издавачке куће  Smith, Elder & Co., а прво издање у Сједињеним Америчким Државама изашло је наредне године, а штампала га је издавачка кућа Harper & Brothers. Шарлота је дело објавила под псеудонимом Керел Бел.
Роман садржи елементе друштвене критике, са јаким осећајем за морал, а многи сматрају да је испред свог времена због индивидуалистичког карактера главне јунакиње и истраживања тема као што су класне разлике, сексуалност, религија и феминизам.

## Синопсис
Роман је подељен на 38 поглавља и издат је у три тома, а већина издања има више од 400 страница.
Роман је наративу првом лицу и дешава се негде на северу Енглеске, за време владавине Џорџа III и садржи пет различитих фаза: детињство у Гејтсхеду, где насловну јунакињу емоционално и физички злостављају тетка и остали рођаци, школа Ловуд где стиче пријатеље, Торнфилд где ради као гувернанта и заљубљује се у свог послодавца Едварда, Мурова кућа, где борави код рођака свештеника и њен поновни сусрет и брак са Едвардом.

### Гејтсхед
Џејн Ејр са 10 година живи у Гејтсхеду са породицом свог ујака, што је била ујакова самртна жеља. Неколико година раније њени родитељи су умрли од тифуса, а она је почела да живи код ујака Рида. Сара Рид, њена ујна је гледала девојчицу као терет и злостављала је, а својој деци брани да се друже са њом. Џејн своје несрећно детињство проводи са лутком и књигама. Једном приликом Џејн апотекару који је дошао код Ридових прича колико је несрећна, па он како би јој помогао, препоручује њеној ујни да Џејн пошаље у школу, а ова је то задовољно подржала. Тад је ујна уписује у Ловуд, добротворну школу за девојчице. Тада, пре него што оде, ујни и њеним ћеркама каже да не жели више никад да их види.

### Ловуд школа
У Ловуду, женској школи за сиромашне и сирочиће, Џејн открива суровост живота. Тамо се спријатељила са Хелен, старијом ученицом са којом је заједно ишла на предавања. Током времена проведеног тамо Хелен и госпођица Темпл, њихова надзорница, њена су два главна узора која утичу на њен развој.
Осамдесет ученица у школи борави у хладним собама у танкој одећи и једу врло лошу храну. Доласком епидемије тифуса многе ученице се разбољевају и умиру, а међу њима и Хелен. Кад се сазнало за малтретирање ученица од стране управника школе неколико добротвора подиже нову зграду и ублажавају оштру владавину чиме се услови у школи значајно побољшавају.

### Торнфилд
Џејн шест година проводи као ученица у Ловуду и још две године након тога као наставница. После одласка госпођице Темпл након удаје и она одлучује да промени средину и даје оглас за посао гувернанте. Убрзо јој се на оглас јавља домаћица Алис из Торнфилда и Џејн преузима подучавање младе Францускиње Адел. Убрзо Џејн упознаје и господина Рочестера, господара куће у којој ради. Након тога, они почињу да проводе више времена заједно и Џејн почиње да гаји осећања ка њему.
Џејн једног дана добија писмо да је госпођа Рид доживела мождани удар и да је позива. Она враћа у Гејтсхед и остаје месец дана да брине о својој ујни на самрти. Тад јој ујна признаје да јој је нанела неправду и да је њеном стрицу, за кога Џејн моја знала, рекла да је умрла у школи кад је овај хтео да је именује својом наследницом. Кад јој ујна умре она се враћа у Торнфилд. Рочестер јој, кад увиди њена осећања, нуди брак, што Џејн прихвата. Она обавештава и стрица Џона о срећним вестима. Током церемоније венчања адвокат изјављује да Рочестер не може да се ожени јер је већ ожењен, а он признаје да је то истина, али да је то био уговорен брак и да је његова жена имала психичких проблема због чега је унајмио медицинску сестру да брине о њој. Тад јој Рочестер предлаже да оду на југ Француске и живи са њим иако не могу да буду венчани. Џејн је у искушењу, али ипак јој то морална начела не дозвољавају. Упркос својој љубави према Рочестеру она напушта кућу у Торнфилду. 

### Мурова кућа
Џејн са уштеђеним новцем путује далеко и случајно долази до дома Џона, Дајане и Мери Риверс. Они је примају као бескућницу без новца и хране, а она је пристала да им помаже у кући како би зарадила за оброк. Код њих остаје под лажним именом како би заварала сваки траг, те да је Рочестер не би пронашао. Џон, који је свештеник, успева да јој нађе посао учитељице у оближњој сеоској школи. Кад се свештеник мало зближи са њом сазнаје њен прави идентитет и остаје запањен. Прича јој да јој је њен стриц Џон на самрти оставио целокупно богатство од 20.000 фунти. Даље сазнаје да је њен стриц Џон био ујак свештеника Џона и његових сестара. Џејн је пресрећна што има живе и пријатељски настројене рођаке и инсистира да новац подели са њима,  како би сестре могле да се врате у породични дом.

### Просидба
Схватајући да је Џејн побожна и морална, свештеник Џон је пита да се уда за њега и да њих двоје пођу у Индију као мисионари. Она пристаје да иде са њим у Индију, али не пристаје да се венча са њим.
Једног дана јој се учинило да је чула Рочестеров глас, али то је била илузија и она одлучује да га обиђе. Враћа се у Торнфилд и тамо налази само рушевине. Сазнаје да је болесна Рочестерова супруга запалила кућу пре него што је скочила са крова. Приликом Рочестерових покушаја да је спасе он губи руку и вид. Кад су се видели Рочестер је мислио да ће јој бити одвратан, али га она разуверава и он је поново запроси и венчавају се убрзо. Рочестеру се након две године полако враћа вид на једно око и има прилику да види њиховог новорођеног сина. 